# La Butte
Pour les articles homonymes, voir La Butte (homonymie).
La Butte est un hameau de Belgique, point culminant (314 mètres) du village de Pesche, dans la commune de Couvin, en province de Namur (région wallonne).
À son sommet se trouve une ferme et à côté de celle-ci un tumulus de 2 mètres de haut qui aurait servi d'observatoire pendant la période française. Napoléon s'en serait servi lors de sa retraite de Waterloo.
Sur les cartes de Ferraris, cet endroit est indiqué comme « La Tombe ».